# Клод Шеннон
Клод Елвуд Шеннон (англ. Claude Elwood Shannon; 30 квітня, 1916, Петоскі, Мічиган — 24 лютого, 2001, Медфорд, Массачусетс, Сполучені Штати Америки) — американський електротехнік і математик, «батько теорії інформації».
Шеннон відомий тим, що запропонував теорію інформації в науковій статті, опублікованій у 1948 році. Йому також приписують винайдення теорії цифрової обчислювальної машини та цифрового каналу в 1937 році, коли, бу́вши 21-річним студентом в Массачусетському технологічному інституті, він написав дисертацію, в якій показав, що з допомогою електричного застосування Булевої алгебри можна сконструювати та розв'язати будь-які логічні і числові зв'язки.

## Біографія
Шеннон народився в Петоскі, штат Мічиган. Його батько, нащадок перших поселенців Нью-Джерсі, був бізнесменом і якийсь час суддею. Його мати, Мейбл Волф Шеннон (1890—1945), дочка німецьких іммігрантів, була учителькою мови, а пізніше директоркою середньої школи Гейлорда, Мічиган. Перші шістнадцять років життя Шеннон провів у Гейлорді, де закінчив школу в 1932 році. Шеннон виявив схильність до механізмів. Найбільше йому вдавалися наука та математика, і вдома він складав моделі літаків, які керувалися по радіо, створив телеграф до фірми друга на відстані пів милі. Підлітком він працював посильним у Western Union. Його дитячим героєм був Томас Едісон, який, як Шеннон пізніше дізнався, був його далеким родичем. Обидва вони були нащадками Джона Огдона, колоніального лідера та предка багатьох видатних людей.

## Логічні схеми
У 1932 Шеннон вступив до Мічиганського університету і здобув вищу освіту в 1936 році з двома ступенями  бакалавра, один з електротехніки та другий з математики. На випускному курсі відгукнувся на вакансію роботи в Массачусетському технологічному інституті (МТІ), де він працював над диференціальним аналізатором, своєрідним аналоговим комп'ютером, під керівництвом Веннівера Буша. Проте йому сподобались не так інтегратори на коліщатках, як реле які керували їх роботою.
Влітку 1937-го Шеннон в Лабораторії Белла працював над реле для маршрутизації дзвінків. Там він зрозумів що за допомогою певних комбінацій реле можна виконувати операції булевої алгебри. Восени він повернувся до МТІ, де Веннівер Буш переконав Шеннона долучити цю ідею до своєї магістерської дисертації. Шеннон назвав її «Символьний аналіз релейних та перемикальних схем».  Дисертація була опублікована в 1938 році і за неї Шеннон отримав Приз Альфреда Нобеля в 1940 році.
Ідея про те що за допомогою реле можна обчислити будь-яку функцію булевої алгебри лягла в основу всіх сучасних комп'ютерів.
У 1940, Шеннон став Національним науковим співробітником у Інституті перспективних досліджень в Принстоні, Нью-Джерсі. Там Шеннон мав можливість обговорити свої ідеї з впливовими ученими і математиками, такими як Джон фон Нейман, і навіть один раз зустрівся з Альбертом Ейнштейном.
Після цього Шеннон вступив до Лабораторії Белла, щоб продовжити працювати над системою боротьби з лісовими пожежами та криптографією під час Другої світової війни, підписавши контракт з Національним комітетом з дослідження захисту (англ. National Defense Research Committee, NDRC).

## Теорія зв'язку в таємних системах
Робота Шеннона «Теорія зв'язку в секретних системах» (1945) з грифом таємно, яку розсекретили і опублікували тільки в 1949 році, стала початком широких досліджень в теорії кодування і передачі інформації. Ця робота за загальною думкою, надала криптографії статус науки. Саме Клод Шеннон вперше почав вивчати криптографію, використовуючи системний підхід.
В цій статті Шеннон визначив основоположні поняття теорії криптографії, без яких криптографія вже не мислима. Важливою заслугою Шеннона є дослідження абсолютно таємних систем і доведення їх існування, а також існування криптостійких шифрів і необхідні для цього вимоги. Шеннон також сформулював основні вимоги, які ставляться до надійних шифрів. Він ввів поняття розсіювання і змішування, які вже стали звичними, і методи створення систем шифрування на основі простих операцій. Ця стаття є відправною точкою вивчення криптографії.

## Математична теорія зв'язку
Стаття «Математична теорія зв'язку» була опублікована в 1948 році і зробила Клода Шеннона всесвітньо відомим. В ній Шеннон виклав свої ідеї, які стали в майбутньому основою сучасних теорій і технологій обробки, передачі і зберігання інформації. Результати його робіт у галузі передачі інформації каналами зв'язку спричинили по всьому світу велику кількість досліджень. Шеннон повідомив ідеї Гартлі і ввів поняття інформації, яка міститься в повідомлені, що передається (далі за текстом — повідомлення). Як міру інформації повідомлення Р. Гартлі запропонував використовувати логарифмічну функцію {\displaystyle I=\log \left(M\right)}.
Шеннон першим почав розглядати повідомлення і шуми в каналі зв'язку з точки зору статистики, розглядаючи як скінченні множини повідомлень, так і неперервні множини повідомлень. Розвинута Шенноном теорія інформації допомогла вирішити головні проблеми, пов'язані з передачею повідомлень, а саме: усунути надлишковість повідомлень, виконати кодування і передачу повідомлень каналами зв'язку з шумами. Розв'язання проблеми надлишковості повідомлення, яке підлягає передачі, дозволяє максимально ефективно використовувати канал зв'язку.
Наприклад, сучасні широко використовувані методи зниження надлишковості в системах телебачення на сьогоднішній день дозволяють передавати до шести цифрових програм комерційного ТБ у смузі частот, яку займає звичайний сигнал аналогового телебачення. Розв'язання проблеми передачі повідомлення каналами зв'язку з шумами при заданому відношенні потужності корисного сигналу до потужності сигналу завад у місці прийому дозволяє передавати каналом зв'язку повідомлення з задано малою ймовірністю помилкової передачі повідомлення. Також це відношення визначає пропускну здатність каналу. Це забезпечується використанням стійких до завад кодів, при цьому швидкість передачі повідомлень даним каналом повинна бути нижче його пропускної здатності.
У своїх роботах Шеннон довів принципову можливість розв'язання означених проблем, це було справжньою сенсацією в наукових колах 40-х років. Дана робота, як і роботи, в яких досліджувалася потенційна завадостійкість, дали початок великій кількості досліджень, які продовжуються і по цей час — вже більш ніж півстоліття. Вчені з Радянського Союзу і США (Пінскер, Хінчин, Добрушин, Колмогоров; США — Галлахер, Вольфовиц, Фейнштейн) дали строге трактування теорії викладеної Шенноном. На сьогоднішній день всі системи цифрового зв'язку проектуються на основі фундаментальних принципів і законів передачі інформації, розроблених Шенноном. Відповідно до теорії інформації спочатку з повідомлення усувається надлишковість, потім інформація кодується за допомогою стійких до завад кодів, і тільки потім передається каналом користувачу. Значно була скорочена надлишковість телевізійних, мовних і факсимільних повідомлень саме завдяки теорії інформації.
Велика кількість досліджень була присвячена створенню кодів, які є стійкими до завад і простих кодів декодування повідомлень. Дослідження проведені за останні п'ятдесят років взято за основу створеної Рекомендації МСЕ з використання завадостійкого кодування і методів кодування джерел інформації в сучасних цифрових системах.

## Теорема про пропускну здатність каналу
Будь-який канал з шумом характеризується максимальною швидкістю передачі повідомлення, ця межа названа в честь Шеннона. При передачі інформації зі швидкостями, які перевищують цю межу, відбувається невідворотне спотворення даних, але знизу до цієї межі можна наближатися з необхідною точністю, забезпечуючи задано малу ймовірність помилки передачі інформації у каналі з шумом.

## Хобі та винаходи
Крім наукових досліджень Шеннон захоплювався жонглюванням, уніциклінгом та шахами. У 1950 році він розробив шахову програму, яка з'явилася в статті «Програмування шахових ігор для комп'ютера», опублікованій у «Філософському Журналі». Це була перша стаття про проблему комп'ютерних шахів.
Він також винайшов багато пристроїв, включаючи комп'ютер, який працював в римській системі числення, названий THROBAC (THrifty ROman numeral BAckwards-looking Computer), машини (роботи) для жонглювання, комп'ютера для гри шахових ендшпілів.
Шенон виготовив версію некорисної машини (useless machine), яка стала відома в теорії інформації (це була валіза з перемикачем, коли його ввімкнути, відкривається кришка валізи, висувається механічна рука, яка вимикає перемикач і повертається у валізу, кришка якої закривається), втіливши ідею піонера штучного інтелекту Марвіна Мінського. Мінський назвав свій винахід кінцевою машиною (ultimate machine), але більш широким і вживаним залишився термін некорисна машина. Пристрої такого типу також називають ящик залиш мене в спокої (Leave Me Alone Box).
Клод Шеннон побудував маніпулятор для розв'язку головоломки кубик Рубіка
Шеннон розробив Minivac 601, цифровий комп'ютерний тренер для навчання як влаштовані і працюють комп'ютери і як їх використовувати. Компоненти Minivac 601 можна було комбінувати, що дозволяло грати в хрестики-нулики або симулювати систему управління ліфтом. Починаючи з 1961 року, Minivac 601 продавався відділом споживчих товарів корпорації Scientific Development.
Він також вважається співвинахідником разом з Едвардом Торпом носимого комп'ютера. Цей пристрій використовувався для підвищення шансів при грі в рулетку.

## Вшанування
- 18838 Шеннон — астероїд, названий на честь науковця[19].
- 30 квітня 2016 Гугл розмістив дудл присвячений до 100-ого ювілею зі дня народження Клода Шеннона[20].
- Премія Клода Шеннона — наукова нагорода від IEEE за виключний внесок у теорію інформації, заснована у 1972 році на честь науковця.